# Eocencnemus sugonjaevi
Eocencnemus sugonjaevi är en stekelart som beskrevs av Simutnik 2002. Eocencnemus sugonjaevi ingår i släktet Eocencnemus och familjen sköldlussteklar.
Artens utbredningsområde är Ukraina. Inga underarter finns listade i Catalogue of Life.